# Cookie stuffing
Na Rede Mundial de Computadores, o cookie stuffing (também conhecido como cookie dropping) é uma técnica de marketing de afiliados em que, após uma visita a um site, um usuário visitante recebe um cookie de terceiros a partir de um site não relacionado ao que foi visitado por ele, geralmente sem que o usuário perceba.
Se o usuário visitar depois o site de destino e completar uma transação qualificativa (como uma compra), o praticante de cookie stuffing (cookie stuffer) recebe uma comissão do responsável pelo site de destino. Devido ao fato de o stuffer não ter verdadeiramente incentivado o usuário a visitar o site de destino, esta técnica é considerada ilegítima por muitos sistemas de afiliados.

## Processo
Sites que possuem um programa de afiliados pagam uma comissão para afiliados pelo direcionamento de visitantes que efetuarem, em seguida, uma ou mais transações de qualificação. Outros proprietários de sites (publishers), muitas vezes, participam de programas de afiliados para ganhar a comissão, geralmente enviando visitantes para o site com o programa de afiliados através de um link ou anúncio. Quando o usuário clica neste link especial, um único cookie normalmente é colocado no computador dele. Esta é considerada uma prática normal; é a forma pela qual os responsáveis pelo programa de afiliados geram renda genuína. Por definição, os cookies só podem ser considerados cookie stuffing quando um ou mais cookies são colocados no computador de um usuário, pela simples visualização de uma página (site do publisher), ou quando mais de cookie um é adicionado no espaço de tempo de um único clique. Levado ao extremo, dezenas de cookies podem ser colocados no computador de um usuário em uma abordagem metralhadora, na esperança de que o usuário visite um dos vários sites afiliados de destino e conclua uma transação qualificativa.
O cookie stuffing é geralmente definido como uma técnica blackhat de marketing digital. Isso não apenas tem o potencial de gerar renda fraudulenta para o afiliado stuffer, como também pode substituir os cookies de afiliados legítimos, essencialmente roubando a comissão de outro afiliado. É perfeitamente normal que um usuário ao visitar um site da web, clique num link de afiliado e seja direcionado para o site de destino, mas não complete uma transação qualificativa naquele instante. Este mesmo usuário poderá visitar novamente o site de destino em algum momento posterior e concluir uma transação qualificativa. O afiliado original seria creditado com a transação e ganharia uma comissão. No entanto, muitos programas de afiliados concedem a comissão para o afiliado mais recente, não ao afiliado original.
O problema ocorre quando um site de cookie stuffing enche os computadores de todos os seus visitantes com um lote de cookies, em uma abordagem metralhadora. O cookie do afiliado original será substituído e, quando o usuário visitar o site de destino e concluir uma transação qualificativa, o stuffer (fraudador) receberá o crédito, ao invés do afiliado original que tinha gerado a primeira visita genuína ao site de destino.

## Conteúdo gerado por usuários
Os operadores de sites que permitem conteúdo gerado por usuários, tais como fóruns, que permitem aos próprios usuários a postagem de conteúdo, devem estar cientes das várias técnicas de cookie stuffing, e de como combatê-las, a fim de proteger os seus visitantes deste tipo de atividade. O cookie stuffing pode ser feito através de algo tão simples como incluir uma imagem num fórum dentro de um post ou no espaço para assinatura. O link da imagem é corrompido de propósito pelo stuffer (fraudador) com o intuito de simular um clique dos visitantes do fórum em um link de afiliado.

## Técnicas
As técnicas utilizadas para realizar o cookie stuffing são muito semelhantes às usadas em ataques cross-site request forgery (CSRF).

### Pop-ups
Os pop-ups são, na verdade, um método de cookie stuffing ainda aceito por algumas redes de afiliados. O pop-up consegue fazer com que os visitantes do site do publisher, forçadamente, cheguem até o site do anunciante e, claro, inserindo um cookie afiliado. O lugar mais comum para encontrá-los é em sites de reviews onde o afiliado "avalia" um produto. As empresas pagam uma comissão para clientes que estariam interessados em seu produto, mas que ainda gostariam de mais informações antes de comprar. Esta é provavelmente a forma mais leve de cookie stuffing, mas ainda assim representa nada mais nada menos do que a sua pura prática. Este método pode ser frustrado pela utilização de softwares de bloqueio de pop-up.

### Frames e iframes
Os iframes são uma forma de inserir uma página dentro de outra página. Um afiliado (publisher) consegue inserir uma segunda página da web através da adição de uma simples linha de código. O afiliado incorpora um iframe em sua página que carrega seus URLs de afiliado. Os frames trabalham de forma similar. Tais técnicas não são mais tão utilizadas porque os frames tiveram o seu uso reduzido pelos navegadores modernos.

### Imagens
A tag HTML <img> sugere a um browser que ele tente recuperar uma imagem de algum URL. Não importa se o URL fornecido não tenha uma extensão como ".jpg", ".gif" ou ".png" no final. Por exemplo, a tag <img src="http://google.com"> faria com que qualquer pessoa que visite a página, fosse enviada para uma visita ao site do Google. Os links de afiliado podem ser colocados diretamente ou através da criação de um redirecionamento na sua .htaccess.

### JavaScript
O JavaScript pode ser usado para forçar um usuário a visitar qualquer URL onde o resultado final será a visita de um URL de afiliado.

### Stylesheets
As Cascading Style Sheets (CSS) definem como uma página da web será exibida pelo navegador. Elas agem exatamente como no método por imagens – o navegador é instruído a visitar um URL. O afiliado poderia colocar o URL de afiliado diretamente na style sheet, como uma imagem, e fazê-la ser carregada dessa maneira. Este é um dos métodos mais difíceis de serem detectados.

### Flash
O Adobe Flash é comumente usado para criar mídias interativas na web, e contém funcionalidades que permitem aos desenvolvedores forçarem um usuário do site a visitar um link de afiliado e, ao mesmo tempo, removerem ou falsificarem as informações de referência, de modo que a rede de afiliados não saberá de onde veio o tráfego. Uma tática comum é fazer com que o site do afiliado fraudador aparente ser legítimo e white hat para mascarar o fato de que o cookie stuffing está sendo realizado.

## Questões legais
Em 2008, o eBay processou quatro afiliados bem sucedidos na sua plataforma que tinham usado técnicas de cookie stuffing. Um réu foi condenado a quinze meses de prisão e a uma multa de U$100, os outros foram condenados a cinco meses de prisão e multas de U$25.000 , após se declararem culpados de fraude eletrônica. Um deles Shawn Hogan, era um super-afiliado que já havia recebido do eBay mais de 28 milhões de dólares em comissões através do programa global de afiliados do eBay.